# Pierre-Isaac Joly
Pierre-Isaac Joly (* 15. Dezember 1818 in Moudon; † 10. Dezember 1901 ebenda; reformiert; heimatberechtigt in Moudon sowie Granges-près-Marnand) war ein Schweizer Politiker (FDP-Liberale).

## Biografie
Pierre-Isaac Joly kam am 15. Dezember 1818 in Moudon als Sohn des Gastwirts in Moudon Pierre-Isaac Joly senior und der Jeanne-Elisabeth geborene Gindre zur Welt. Er schloss ein Theologie- sowie ein Literaturstudium an der Akademie Lausanne ab.
In der Folge war er als Hauslehrer in Russland beschäftigt, bevor er nach seiner Rückkehr als Friedensrichter und von 1845 bis 1862 als Präfekt des Bezirks Moudon eingesetzt war. Daneben sass er zwischen 1849 und 1851 für die radikale Fraktion im Waadtländer Grossrat. 1862 wurde er in den Staatsrat gewählt, in dem er bis 1866 vertreten war. Dort leitete er zunächst das Departement des Inneren, anschliessend das Erziehungsdepartement.
Schliesslich nahm er für den Kanton in den Jahren 1872 bis 1878 Einsitz in den Nationalrat. Zuletzt gehörte er ab 1887 der Direktion, danach dem Verwaltungsrat der Ersparniskasse des Bezirks Moudon an, der er ab 1900 als Präsident vorstand. Sein besonderes Engagement galt dem Bereich der Wohltätigkeit.
Joly heiratete in erster Ehe Louise-Caroline-Henriette, die Tochter des Jacques Bourgeois, in zweiter Ehe Suzanne-Anne-Marie, die Tochter des Jean-Pierre Bourgeois. Er verstarb am 10. Dezember 1901 fünf Tage vor Vollendung seines 83. Lebensjahres in Moudon.